# Arinda Callewaert
Arinda Callewaert-de Groot ('s-Gravendeel, 29 november 1962) is een Nederlands bestuurder en CDA-politica. Sinds 2 januari 2016 is zij burgemeester van Bergeijk.

## Levensloop
Naast haar politieke bezigheden was zij werkzaam bij diverse maatschappelijke organisaties. Van 2012 tot 2014 was zij manager bij het Leger des Heils. Ook was zij voorzitter van de raad van toezicht van zorgkoepel Waardeburgh in Sliedrecht.

### Politiek
Van 1993 tot 1 januari 2007 was Callewaert wethouder in de gemeente 's-Gravendeel en van 1 januari 2007 tot 2008 wethouder van Binnenmaas. In 2008 trad ze af als wethouder vanwege haar rol als voorzitter van de Regionale Afvalstoffen Dienst Hoeksche Waard, RAD. Uit een rapport bleek dat het bestuur van de RAD grote fouten had gemaakt. Er werd gesproken van onzorgvuldig en onprofessioneel handelen. De coalitiepartijen, PvdA en Gemeentebelangen zegden daarom het vertrouwen in haar op. Binnen het CDA vervulde Callewaert diverse functies. Namens het CDA Vrouwenberaad had zij zitting in het landelijk bestuur. In 2003 was zij korte tijd lid van de Provinciale Staten van Zuid-Holland.
In het najaar van 2015 volgde de voordracht van Callewaert als burgemeester van Bergeijk, die op 23 november 2015 werd overgenomen door de minister zodat ze benoemd kon worden middels koninklijk besluit. In 2022 werd Callewaert beëdigd voor een nieuwe termijn als burgemeester van Bergeijk.

Op 20 december 2024 kondigde Callewaert, vanwege onvoldoende steun in de gemeenteraad en na overleg met de fractievoorzitters en de commissaris van de Koning, aan haar burgemeesterschap per 15 februari 2025 neer te leggen.

### Persoonlijk
Na haar wethouderschap onderbrak Callewaert haar loopbaan in de politiek enige jaren om mantelzorg te kunnen verlenen aan haar beide ouders. Ze is getrouwd en heeft twee kinderen. Zij is lid van de Protestantse Kerk in Nederland (PKN).